# Grote Heide
Grote Heide is een kerkdorp in het noorden van de gemeente Neerpelt. 

## Bezienswaardigheden
- De Maagd der Armenkerk, een eenbeukige bakstenen kerk ontworpen door de Maaseikse architect Karel Gessler. Er is een aanbouw uit 1962 en de kerk werd in 1997 gerestaureerd.
- Verkeerde Lieve Heer, een merkwaardig wegkruis uit 1847, in het nabijgelegen natuurgebied Plateaux-Hageven.

## Natuur en landschap
Ten westen van Grote Heide ligt het dal van de Dommel en ten noordwesten ligt het natuurgebied Plateaux-Hageven met het bezoekerscentrum De Wulp.
Van daaruit starten wandelingen door het natuurgebied, en ook door de omgeving van Grote Heide.
Ten oosten van Grote Heide ligt een dennenbos, deels met villa's bebouwd maar deels ook onbebouwd.

## De villawijk
In de wijk staan, verscholen in een dennenbos, villa's van kasteelformaat, met metershoge hekken en uitgebreide beveiligingssystemen. Er wonen veel rijke Nederlanders, waaronder directeuren/eigenaren van bedrijven als Sligro, Beter Bed en ASML.
Grote Heide is in 2004 in de belangstelling gekomen nadat binnen een half jaar twee van de inwoners van de villawijk werden geliquideerd. Het ging om de Nederlandse criminelen Marco Eijk en Marti Vorstenbosch. Eijk woonde in de villa van Sam Klepper sinds diens liquidatie in Amsterdam enkele jaren eerder. De villa's van de drie criminelen liggen op enkele honderden meters van elkaar. Ook de villa van Ria Eelzak, de partner van de vermoorde crimineel John Mieremet ligt er in de buurt.

## Nabijgelegen kernen
Neerpelt, Borkel en Schaft, Achel-Statie, Achel.
Deelgemeenten: Neerpelt · Overpelt · Sint-Huibrechts-Lille

Overige kernen: Boseind · Grote Heide · Haspershoven · Heesakker · Herent · Holheide · Lindelhoeven · Overpelt-Fabriek

Belgische gemeenten · Arrondissement Maaseik · Limburg · Vlaanderen